# Marco Zwyssig
Marco Zwyssig (Sankt Gallen, 24 oktober 1971) is een voormalig profvoetballer uit Zwitserland, die speelde als centrale verdediger.

## Clubcarrière
Marco Zwyssig begon zijn voetbalcarrière bij FC Gossau. In 1996 stapte hij over naar FC St. Gallen. Met die club won hij in 2000 de Zwitserse landstitel, onder leiding van trainer-coach Marcel Koller. Zwyssig beëindigde zijn loopbaan in 2005 bij FC Basel.

## Interlandcarrière
Zwyssig speelde twintig officiële interlands voor het Zwitsers nationaal voetbalteam en scoorde één keer voor zijn vaderland. Onder leiding van de Oostenrijkse bondscoach Rolf Fringer maakte hij zijn debuut op 6 augustus 1997 in het vriendschappelijke duel in Bratislava tegen Slowakije, dat met 1-0 werd verloren door een doelpunt van Tibor Jančula. Zwyssig viel in die wedstrijd na 86 minuten in voor David Sesa. Andere debutant namens Zwitserland was Johann Lonfat (FC Sion).

## Erelijst
FC St. Gallen
- Zwitsers landskampioen

2000
 FC Tirol Innsbruck
- Oostenrijks landskampioen

2002
 FC Basel
- Zwitsers landskampioen

2002, 2004, 2005
- Zwitserse beker

2002, 2003